# Christ Church (Barbados)
Christ Church – parafia na południowym krańcu Barbadosu. Głównym miastem parafii jest Oistins, centrum rybackie.
Parafia Christ Church jest odwiedzanym przez turystów regionem kraju. Znajduje się tu wiele barów i klubów.